# Raulhac
Raulhac är en kommun i departementet Cantal i regionen Auvergne-Rhône-Alpes i mitten av Frankrike. Kommunen ligger  i kantonen Vic-sur-Cère som ligger i arrondissementet Aurillac. År 2022 hade Raulhac 273 invånare.

## Befolkningsutveckling
Antalet invånare i kommunen Raulhac
Referens:INSEE